# Operação Serval
A intervenção militar no Mali, denominada Operação Serval (em francês:  Opération Serval, uma referência ao felino africano), foi uma operação militar realizada  no norte do Mali, no início de 2013, pelas Forças Armadas Francesas, com apoio logístico das Forças Armadas dos Estados Unidos e de outros países europeus. A intervenção estrangeira ocorreu a pedido da junta militar que governa o Mali desde o golpe de 2012 e contou com o apoio de vários países africanos e ocidentais, tendo sido autorizada pelas Nações Unidas. O objetivo declarado da intervenção é deter o avanço de tuaregues e rebeldes islâmicos do Azauade, supostamente ligados à Al Qaeda, os quais governam de facto o norte do país  desde 2012, podendo eventualmente chegar à capital, Bamako.

## Antecedentes
Em janeiro de 2012, após um influxo de armas que ocorreu após a Guerra Civil Líbia, tribos tuaregues do Movimento Nacional de Libertação do Azauade (MNLA) começaram uma rebelião contra o governo central do Mali. Em abril, o MNLA afirmou que havia atingido seus objetivos e cancelou sua ofensiva contra o governo, proclamando a independência do Azauade. Em junho de 2012, no entanto, o MNLA entrou em conflito com os grupos islamitas Ansar Dine e o Movimento para a Unidade e Jihad na África Ocidental (MUJAO) após os islâmicos começarem a impor a sharia no Azauade. Em 17 de julho, o MUJAO e o Ansar Dine haviam expulsado o MNLA de todas as grandes cidades. Em 1 de setembro de 2012, a cidade de Douentza, na região de Mopti, até então controlada pela milícia Iso Ganda, foi tomada pelo MUJAO, e em 28 de novembro de 2012, o MNLA foi expulso de Léré, Região de Tombuctu pelo Ansar Dine.
Assim, o resultado inesperado da revolta tuaregue e do colapso do Estado do Mali após o golpe de Estado de março, foi o estabelecimento de um miniestado fundamentalista islâmico no norte do país.

### Pedido de intervenção
Em 24 de setembro de 2012, o governo do Mali voltou-se para as Nações Unidas, a fim de solicitar que uma força militar internacional ajudasse o Exército do Mali a recuperar o controle do Azauade.
O pedido foi apresentado pelos então presidente e primeiro-ministro do país africano, Dioncounda Traoré e Cheick Modibo Diarra, respectivamente, através de uma carta ao secretário-geral das Nações Unidas, Ban Ki Moon.
Em 20 de dezembro de 2012, o Conselho de Segurança da ONU autorizou o envio uma força militar conjunta africana (AFISMA), sendo a  aprovada a proposta por unanimidade pelos 15 membros do Conselho e na presença do ministro das Relações Exteriores do Mali, Tieman Coulibaly.

## Operação

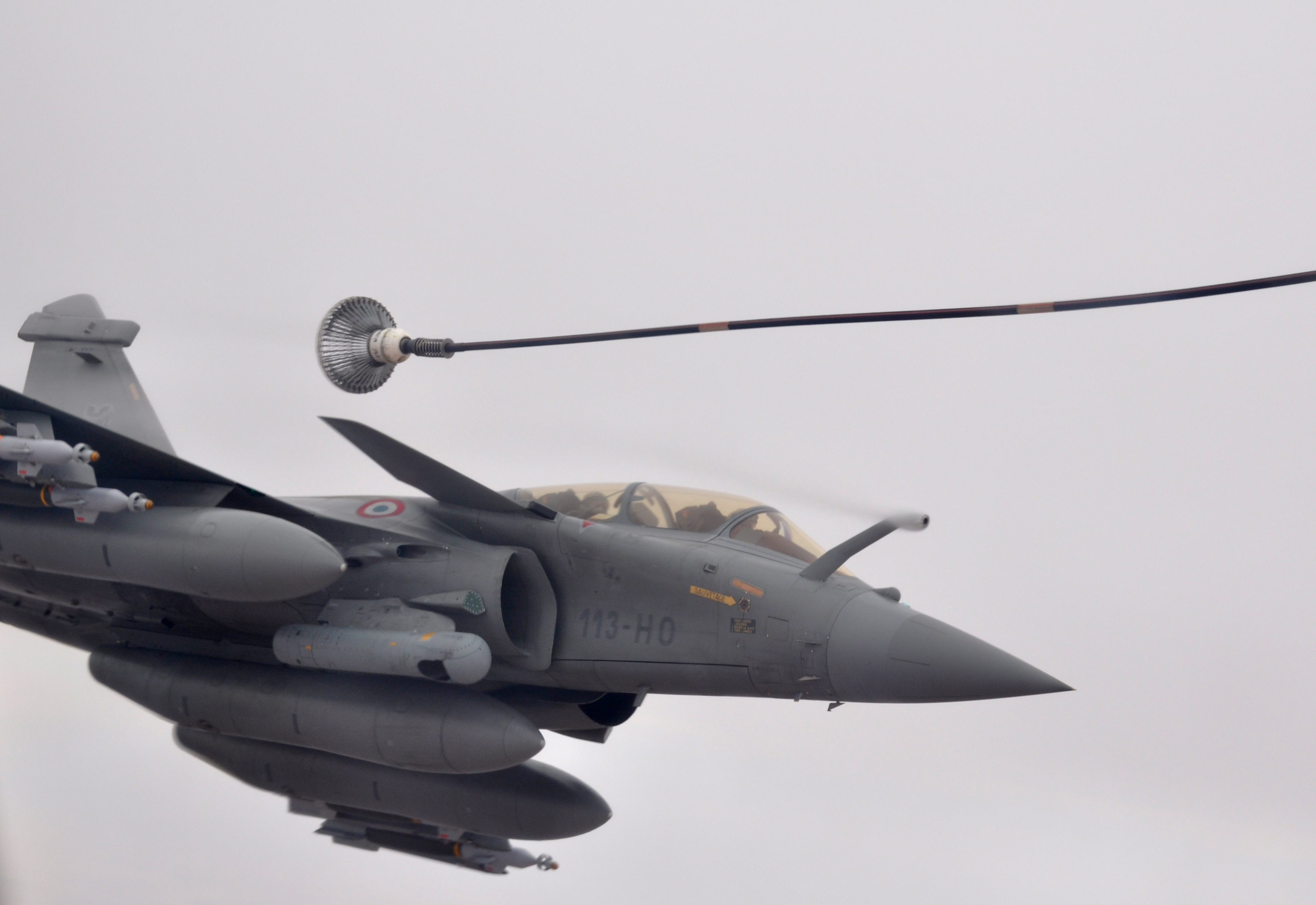
Um Rafale B sobrevoando o Mali.

A operação começou a 11 de janeiro de 2013, quando helicópteros Gazelle do exército francês atacaram uma coluna de veículos rebeldes na cidade de Sévaré, na região de Mopti. As tropas francesas sofreram uma baixa quando um dos seus helicópteros foi atingido por fogo de armas pequenas e um dos pilotos foi atingido. O piloto, o tenente Damien Boiteux, viria a morrer devido aos ferimentos. O seu colega conseguiu controlar a aeronave e leva-la direto para a base, apesar dos danos substanciais sofridos.
A 12 de janeiro, centenas de soldados franceses iniciaram uma grande operação militar no Mali, notavelmente derrotando os insurgentes islamitas na batalha de Konna. Enquanto isso, aviões da força aérea francesa destruíram posições dos rebeldes no sul, como o posto de comando dos terroristas em Ansar Dine.
Logo, os Estados Unidos e o Reino Unido se comprometeram a dar apoio logístico aos franceses. Tropas da ECOWAS também foram enviados ao Mali em meados de janeiro.
Em 13 de janeiro, aviões franceses bombardearam a cidade de Gao. Postos de comando e depósitos de combustíveis dos rebeldes islâmicos foram destruídos, matando pelo menos 60 militantes.
Em 15 de janeiro, tropas especiais francesas avançaram sobre a cidade de Markala, tomando a região em quatro dias. Forças francesas e do Mali lançaram uma nova ofensiva no norte do país, em 16 de janeiro. A cidade de Konna e toda a região foi tomada em 18 de janeiro. Três dias depois, o município de Diabaly também caiu para as tropas do governo mali, com apoio de aviões franceses. No dia seguinte, forças malis começaram a avançar pela região de fronteira com o Niger, no sul.

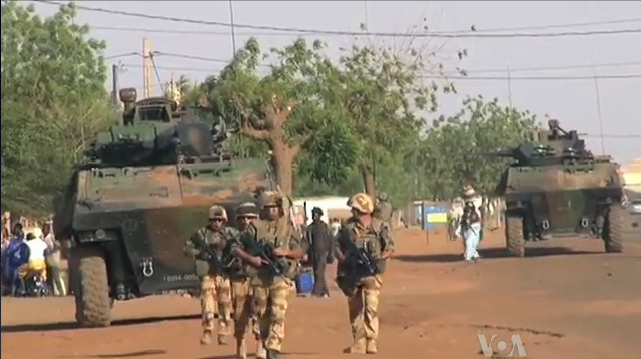
Soldados franceses em Gao, março de 2013.

Em 25 de janeiro, soldados franceses e malis capturaram a cidade de Hombori, cerca de 160 km ao sul de Gao. Os franceses bombardearam as posições dos islamitas e destruíram seus estoques de suprimento em toda a região ao redor de Gao.
Na manhã do dia 26 de janeiro, o aeroporto de Gao foi tomado por tropas francesas, que também assumiram o controle de pontes sobre o rio Niger, próximo de Gao. Forças especiais francesas também tinham de combater militantes terroristas entre a população civil mali. No mesmo dia, as forças franco-malis avançaram sobre a cidade de Gao, apoiado por aviões e helicópteros de guerra. Os franceses não sofreram uma única perda, matando dúzias de islamitas no processo. Ao fim de 27 de janeiro, Gao havia sido completamente conquistada.
Em 27 de janeiro, forças francesas tomaram a cidade de Tombuctu sem muita resistência. Nas próximas horas, toda a região entre Gao e Tombuctu foi limpa de militantes islamitas, com as estradas passando para o controle do governo mali.
Três dias após tomar Tombuctu, forças francesas e malis capturaram Quidal em 30 de janeiro, a 200 km da fronteira com a Argélia. Esta foi a última grande cidade em mãos dos islamitas. Apesar destas vitórias, tropas francesas e malis continuaram a combater os insurgentes por toda a região de Gao até o começo de fevereiro. Vários soldados franceses foram feridos nestes combates, mas as perdas dos islamitas eram sempre consideravelmente maiores. A 8 de fevereiro, a cidade de Tessalit foi recuperada pelo governo do Mali, dando as autoridades controle sobre todas as regiões com aeroportos no país. Nesse mesmo dia, em Gao, um atentado a bomba matou um soldado mali. Dois dias depois, os islamitas atacaram a cidade de Gao, mas foram detidos por tropas franco-malis.
Em 19 de fevereiro, um soldado francês (membro da Legião Estrangeira Francesa) foi morto durante pesados combates que aconteceram nas montanhas de Adrar dos Ifogas, no norte do Mali, próximo a fronteira argelina. Duas semanas depois, um paraquedista francês foi morto em combate, no mesmo dia em que o exército do Chade anúnciou que havia matado dois líderes argelinos islamitas, Abdelhamid Abou Zeid e Mokhtar Belmokhtar. Em 6 de março, um sargento francês do 68º regimento de artilharia africano foi morto no leste do Mali, a cerca de 100 km da cidade de Gao, perto de uma região controlada por terrorista. A 17 de março, um fuzileiro naval francês morreu quando seu veículo foi atingido por um artefato explosivo improvisado ao sul de Tessalit, na região de Quidal. Outros três militares foram feridos no atentado.
Em 30 de março, a cidade de Tombuctu foi alvo de um atentado terrorista contra um posto de controle do exército mali, o que permitiu que um grupo guerrilheiro islamita se infiltrasse na região a noite. Cerca de 50 soldados franceses, apoiados por aviões, reforçaram as forças malis e em 1 de abril os terroristas foram expurgados da cidade. Enquanto isso, na cidade de Quidal um atentado terrorista foi reportado num mercado, matando três pessoas e ferindo outras doze.
Em 25 de maio de 2013, começaram lentamente a retirar seus equipamentos do Mali. Isso não significou o fim dos combates. A 30 de julho um soldado francês foi morto. Este foi o nono e último militar da França morto no Mali.
Em novembro de 2013, Hacene Ould Khalill, o segundo em comando da Al Qaeda no Magrebe Islâmico, foi morto por tropas especiais francesas em Tessalit, na região de Quidal. Em 25 de janeiro de 2014, os franceses lançaram uma operação militar na região de Tombouctou, no norte de Mali, terminando na morte de pelo menos 11 terroristas islâmicos. Em abril, outros 12 guerrilheiros islamitas foram mortos pelos franceses em Dayet.
Em julho de 2014, os franceses encerraram suas principais operações militares no Mali.

## Críticas

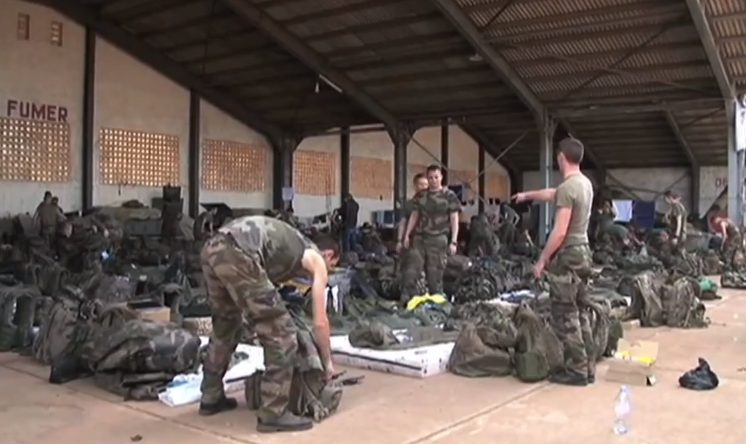
Tropas francesas no Mali se preparando para a operação.

Embora explicitamente o então presidente francês, François Hollande, justifica a participação francesa por razões de paz e rejeita a existência de interesses políticos ou econômicos com estas palavras:

A França é um país livre, tem valores" [...] "Nós não estamos defendendo nenhum interesse político ou econômico no Mali, apenas defendemos a paz
Estudiosos como G. Labarthe, fundador da agência de notícias suíça DATAS e especialista em África, assegura que parece claro que a França e os outros países envolvidos no Mali também estão se movendo no interesse de garantir as jazidas minerais da região, como aconteceu na Líbia há dois anos. Durante os meses antes da intervenção Le Monde publicou diversos artigos sobre a importância das jazidas de urânio e questionou uma possível intervenção militar.
A organização Global Research também mostra que em torno de Faléa na região de Kayes, no sul do país, há importantes jazidas de urânio cujo acesso poderia ser potencialmente importante para a indústria nuclear francesa. Na mesma região, a corporação canadense Rockgate leva anos fazendo prospecção. Existem também jazidas de urânio importantes na região de Gao. Além disso, a AQMI (Al Qaeda no Magreb Islâmico) manteve a 7 reféns franceses e os islâmicos ameaçam segurança para toda a região do Sahel, que abriga milhares de cidadãos franceses, cujo lider foi dado como morto, mas a informação ainda não foi confirmada.